# Папа Зефирин
Свети Зефирин (или Серафим) је био 15. папа. Његов епископат трајао је од 199. до 217. године. 
Био је епископ у последњим годинама цара Септимија Севера а највећи део његовог епископата одвијао се током владавине цара Каракале. Цар је био љубитељ јавних фешти а пошто хришћани нису волели ове манифестације цару је то био разлог за прогоне. 
Чим је изабран за епископа Зефирин је за свога секретара узео Калиста. Калист је био задужен да среди велико гробље на путу Вија Саларија ( Via Salaria) као и на новој локацији Вија Апија (Via Appia) које ће бити традиционално гробље за сахране римских епископа све до 314. године. Током Зафириновог епископата бројни богатији хришћани завештаће своја имања цркви чиме је она материјално ојачала. 
Зефиринов епископат карактеришу нове жестоке теолошке расправе. Понајвише о значају појединих субјеката у Светом тројству. Највише иницијатива за расправу долазило је са Истока и из Африке. У теолошкој игри било је више варијанти јер је тројство за многе вернике, па и за теологе, било сложена категорија вере. Као прво тражило се разрешење о разлици између Бога оца, Бога сина и Светог духа. Није било лако јасно раздвојити ова три субјекта. И за самог римског епископа то је било сложено питање. Утицај на Зефирина имао је извесни Сабелион који је око 215. у Рим дошао из Либије а који је још више компликовао питање тврдећи да између Сина и Светог духа нема реалне разлике већ су то појавност једне исте особе. 
Баш са аспекта приступа овој теолошкој материји Зефирину су упућиване критике да је више него попустљив према свом секретару Калисту који има неправилна схватања о истом проблему. Али било је то тек дотицање тема која ће у хришћанству постати велики теолошки проблем. Велики противник Зефирину и Калисту био је Хиполит који је врло детаљно познавао ову материју и који је чак и самог Зафирина држао за незналицу. 
Зафирин је умро 217. године и сахрањен је у скромном маузолеју изнад Калистовог гробља.